# YouTube Rewind 2018: Everyone Controls Rewind
YouTube Rewind 2018: Mọi Người Kiểm Soát Rewind (tên tiếng Anh gốc: YouTube Rewind 2018: Everyone Controls Rewind, hay chỉ ngắn gọn: YouTube Rewind 2018) là một video tổng quan những sự kiện, video, xu hướng, âm nhạc nổi bật nhất trong năm 2018. Được YouTube Spotlight đăng tải lên trang web chia sẻ video YouTube vào ngày 6 tháng 12 năm 2018, và là một phần trong loạt series YouTube Rewind.

## Tổng quan
Chủ đề xoay quanh về việc những ai có mặt trong video đều có thể kiểm soát YouTube Rewind, bằng cách xem xét những sự kiện hay xu hướng mà đề cập tới. Video bắt đầu với diễn viên Will Smith nhắc về trò chơi điện tử Fortnite và YouTuber Marques Brownlee. Video sau đó chuyển cảnh sang streamer Ninja, với vai trò là người lái xe, trò chuyện với các YouTuber khác trong một chiếc xe buýt bay trên không.
Cảnh sau là các YouTuber ngồi quanh một ngọn lửa trại. Casey Neistat và Merrell Twins gợi ý  Rewind lần này nên đề cập đến K-pop, sau đó video chuyển cảnh cho Neistat cùng với những người khác múa theo ca khúc "Idol" của nhóm nhạc BTS.
Quay lại lửa trại, một YouTuber khác đề xuất cuộc hôn lễ của hoàng tử Harry và Meghan Markle, nhưng diễn viên hài Michael Dapaah xác nhận chú mèo meme "Bongo Cat" sẽ là chú rể. Sau cảnh đám cưới, Safiya Nygaard bày ra một thí nghiệm khoa học làm chảy son. Người khác lại bao gồm cả nghệ sĩ nhạc điện tử Marshmello, tháo mặt nạ lộ ra khuôn mặt của Mason Ramsey. Đoạn video sau cắt cảnh một nhóm đang ăn mukbang ở Hàn Quốc.
Tiếp tục quay lại lửa trại, nhà làm phim hoạt hình TheOdd1sOut gợi ý  đưa ra thử thách "In My Feelings", một ca khúc của Drake. Các YouTuber và những người khác nhảy theo bài "In My Feelings", người dẫn chương trình Trevor Noah và John Oliver nhảy một điệu của Fortnite. Sau đó, họa sĩ Jaiden Animations ngồi trên ghế xoay của PewDiePie.
Trở lại cảnh trại, Elle Mills quyết định đọc phần bình luận của người xem để có thêm gợi ý nên đưa những gì vào Rewind.
Video sau đó chuyển cảnh vài xu hướng, như Lele Pons ở trong một chương trình, mặc một bộ đồ to cồng kềnh như trong bài  "I Love It" của Lil Pump, và cả trận 2018 FIFA World Cup. Ba người James Charles, Dolan Twins và Emma Chamberlain lái một chiếc xe vào vũ trụ. Cuối cùng là điệu nhảy "Baby Shark" của Pinkfong.
Tại đoạn kết, Will Smith cười và nhìn vào chiếc xe buýt qua kính ống nhòm. Xuất hiện cảnh Primitive Technology đang làm logo của YouTube Rewind bằng đất sét, và điểm mặt lại những ai có trong video.

## Góp mặt (A - Y)
- 10Ocupados[n]
- Adam Rippon[n]
- Afros e Afins por Nátaly Neri
- Alisha Marie
- Ami Rodriguez[n]
- Anwar Jibawi
- AsapSCIENCE
- AuthenticGames
- BB Ki Vines
- Bearhug[n]
- Bie The Ska
- Bilingirl Chika[n]
- Bongo Cat (@StrayRogue và @DitzyFlama)[a][n]
- Bokyem TV[n]
- CajuTV[n]
- Casey Neistat
- Caspar
- Cherrygumms[n]
- Collins Key[n]
- Dagi Bee[n]
- Desimpedidos[n]
- Diva Depressão[n][n]
- Dolan Twins
- Domics[a][n]
- Dotty TV[n]
- Elle Mills[n]
- Emma Chamberlain[n]
- Enes Batur
- EnjoyPhoenix
- EroldStory[a]
- FAP TV (Nguyễn Thị Thủy/Ribi Sachi)
- FavijTV
- Fischer's
- Furious Jumper[n]
- Gabbie Hanna
- GamingWithKev[n]
- Gen Halilntar [n]
- Gongdaesang
- gymvirtual
- Hannah Stocking[n]
- HikakinTV
- How Ridiculous[n]
- illymation[a][n]
- ItsFunneh[n]
- JaidenAnimations[a]
- James Charles[n]
- John Oliver
- Jordindian[n]
- Jubilee Media[n]
- JukiLop[n]
- julioprofe[n]
- Katya Zamolodchikova
- Kaykai Salaider[n]
- Kelly MissesVlog[n]
- Krystal Yam & family
- LA LATA
- Lachlan
- LaurDIY
- Lele Pons
- Life Noggin[a][n]
- Lilly Singh
- Liza Koshy
- Los Polinesios
- Lucas the Spider[a][n]
- Luisito Comunica (Rey Palomo)
- Luzu
- Lyna
- Manual do Mundo
- Markiplier
- Marques Brownlee
- Marshmello
- Mason Ramsey[n]
- Me Poupe!
- Merrell Twins
- Michael Dapaah
- MissRemiAshten
- mmoshya
- Molly Burke
- Ms Yeah[n]
- Muro Pequeno
- Nick Eh 30[n]
- NikkieTutorials
- Ninja[n]
- Noor Stars
- Pautips
- Pinkfong Baby Shark[n]
- Pozzi
- Primitive Technology[n]
- RobleisIUTU[n]
- Rosanna Pansino
- Rudy Mancuso
- Safiya Nygaard
- Sam Tsui
- SamHarveyUK
- SHALOM BLAC
- Simone Giertz
- skinnyindonesian24
- Sofia Castro[n]
- sWooZie
- Tabbes[a]
- Technical Guruji
- The Try Guys
- TheKateClapp
- TheOdd1sOut[a]
- Tiền Zombie v4
- Trevor Noah
- Trixie Mattel
- Wengie[n]
- WhinderssonNunes
- Will Smith[n]
- Yammy
- Yes Theory[n]

a Chỉ những nhân vật hoạt ảnh
n Lần đầu xuất hiện trong YouTube Rewind

## Phản đối

Một biểu đổ thống kê cho thấy YouTube Rewind 2018: Everyone Controls Rewind bất ngờ vượt qua bài "Baby" để trở thành video bị dislike nhiều nhất sau một tuần đăng tải.

Vào ngày 13 tháng 12 năm 2018, YouTube Rewind 2018 đã trở thành video có lượt không thích nhiều nhất YouTube, đánh bại video giữ kỷ lục trước đó; bài hát "Baby" của nam ca sĩ Justin Bieber. Tính đến ngày 24 tháng 1 năm 2019, video có tổng cộng có 15 triệu lượt không thích so với 2,5 triệu lượt thích của 'Baby'. Đây cũng là video đầu tiên đạt con số chục triệu.
Người phát ngôn của YouTube, Andrea Faville, bàn rằng việc soán ngôi 'Baby' để trở thành video bị dislike nhiều nhất không phải mục tiêu chính của công ty trong năm nay. Cô còn nói thêm: "Phản hồi đôi lúc có thể không hài lòng, nhưng chúng tôi đang cố lắng nghe ý kiến và đánh giá cao sự quan tâm của người xem. Chúng tôi cũng học được rằng việc tạo nội dung tuy thực sự khó khăn nhưng chúng tôi luôn tôn trọng và ngưỡng mộ những người sáng tạo nội dung YouTube mỗi ngày". Cùng với một câu kết: "Chúng tôi luôn lắng nghe những gì bạn nói và chúng tôi muốn làm tốt hơn trong năm sau".

## Đón nhận

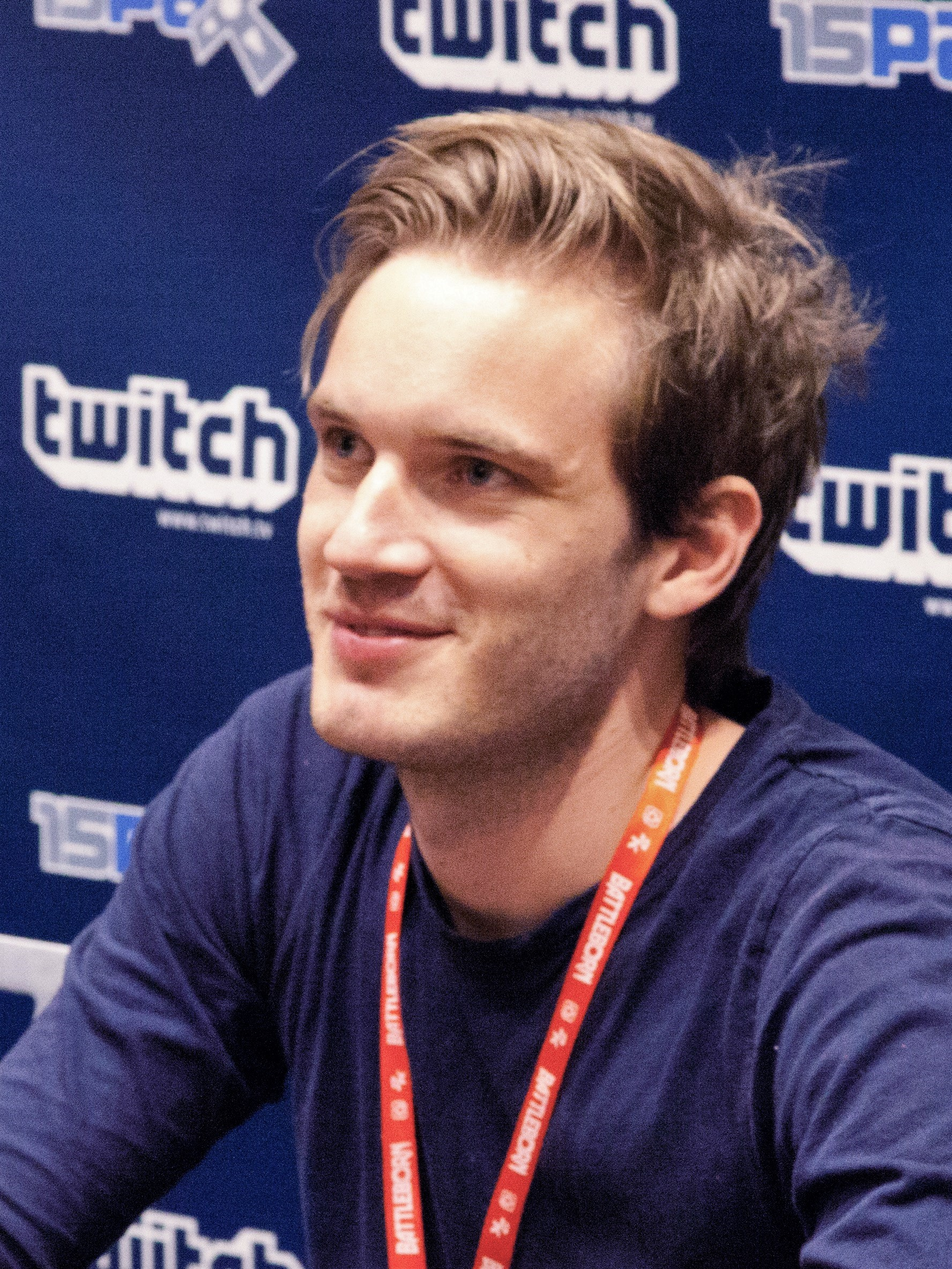
Video bị nhiều chỉ trích vì không có PewDiePie trong Rewind lần này, ngay cả khi là kênh có nhiều lượt đăng ký nhất với vụ cạnh tranh T-Series được lượng lớn người theo dõi, bản thân Felix và một số YouTuber khác cũng ý kiến trái chiều về video.

Sau khi khởi chiếu, video đã có lượng người xem toàn cầu, nhưng đổi lại nhận được những lời phê bình tiêu cực từ các nhà phê bình, YouTuber và người xem, với nhiều YouTuber coi đây là Rewind tệ nhất. Một phần chỉ trích xuất phát từ việc cho những người ít nổi tiếng hoặc không hoạt động trên YouTube (như Will Smith, Ninja, John Oliver và Trevor Noah) cho vào video, mà loại trừ các nhân vật chính của YouTube, như Shane Dawson, KSI, Logan Paul, MrBeast và PewDiePie, hay những trận thù phổ biến như KSI vs Logan Paul và PewDiePie vs T-Series.
Một số cũng chỉ trích video bao gồm những xu hướng được coi là không phổ biến và lỗi thời, trong đó có Fortnite. Một số cũng phản ứng tiêu cực vì không đưa những mất mát của Dolores O'Riordan, Stephen Hawking, Craig Mack, Avicii, Verne Troyer, TotalBcakes, Anthony Bourdain, XXXTentacion, Stefán Karl Stefánsson, Aretha Franklin, Mac Miller, R. Lee Ermey, Stan Lee và Stephen Hillenburg vào video, dù những mất mát của họ đã gây ảnh hưởng lớn đến cộng đồng YouTube. Nhiều người cũng tức giận vì loại trừ PewDiePie, mặc cho là kênh có nhiều đăng ký nhất.
Ngay cả CEO của YouTube, Susan Wojcicki cho rằng những đứa con nhà bà cũng nhận xét YouTube Rewind 2018 rất tệ. Bà "hứa" sẽ có một YouTube Rewind tốt hơn vào năm 2019.

## Youtube Rewind 2018: Phiên bản của PewDiePie
Cũng dùng một chút ít của bản gốc, nhưng phiên bản của chàng Youtuber Thụy Điển lại đáp ứng tất cả những gì mà người xem mong muốn. Nhất là về những nhân vật đã mất hay những hiện tượng xã hội nổi tiếng, những YouTuber đáng lẽ phải được góp mặt vào bản gốc.